# Michigamea jezik
Michigamea jezik (ISO 639-3: cmm), jezik Michigamea Indijanaca, plemena konfederacije Illinois, porodica algonquian. Prema izvjesnom John Koontzu, Michigame su govorili siouan jezikom iz podskupine mississippi, a ne algonquianski. Govorio se u 17 i 18. st. na području Illinoisa i Arkansasa
Neki autori vode ga kao neklasificiran

## Vanjske poveznice
- Michigamea